# باشگاه فوتبال کالداس
باشگاه فوتبال کالداس (به پرتغالی: Caldas Sport Clube) یک تیم فوتبال پرتغالی است که در کالداس داراینیا واقع شده‌است. این باشگاه در ۱۵ مه ۱۹۱۶ تأسیس شد و در کمپئوناتو پرتغال به رقابت می‌پردازد.